# 硫氫化銨
硫氫化铵是一种无机化合物，化学式为NH4HS。硫氢化铵可由硫化氢通入浓氨水至饱和制得。

## 化学性质
硫氫化铵化学性质不稳定，易分解。